# Alessandro Abate
Alessandro Abate (* 1867 in Catania; † 29. März 1953 ebenda) war ein italienischer Maler auf Sizilien.

## Leben
Abate war Schüler von Antonino Gandolfo in Catania und in Neapel von Vincenzo Marinelli. Über ein Stipendium seiner Heimatstadt ging er nach Rom, wo er gemeinsam mit Francesco Jacovacci die Schulen des Museo Artistico Industriale besuchte und schließlich Student der Accademia di San Luca wurde.
1890 nahm er an der Belliniana in Catania teil, 1895 war er auf der Nationalausstellung in Rom vertreten, 1902 auf der Quadrinale d’ arte decorativa moderna in Turin und 1907 an der Agricola Siciliana in Catania. In dieser Zeit kehrte er nach Catania zurück.
Abate war ein international geschätzter Maler des Jugendstil, der sowohl Altarbilder, Genreszenen und Porträts, als auch Fresken für Paläste und Kirchen schuf. Als Freskenmaler arbeitete er auch an öffentlichen Aufträgen in Tripolis, Alexandria und Tunis. Seine Gemälde wurden auf internationalen Ausstellungen in Santiago de Chile und Paris gezeigt, und 2006 widmete ihm Catania eine umfassende Retrospektive in der Galleria d´Arte Moderna „Le Ciminiere“.

## Werke (Auswahl)
- Chiesa di S. Maria di Licodia e S. Nicolò all’Arena(Catania): Dekorative Temperamalereien
- Casa Museo „Giovanni Verga“ (Catania): Dekorative Malereien im Salon und in der Bibliothek
- Reiss und Sohn Auktionen am 27. April 2007: Teatro Greco - Taormina mit Blick auf den Aetna, 1904